# Tham Kook Chin
Tham Kook Chin (ur. 7 listopada 1943) – malezyjski zapaśnik walczący w stylu wolnym. Olimpijczyk z Tokio 1964, gdzie zajął 22. miejsce w wadze lekkiej.

## Letnie Igrzyska Olimpijskie 1964
| Konkurencja      | Rundy eliminacyjne   | Rundy eliminacyjne      | Klas. końcowa |
| Konkurencja      | Przeciwnik I         | Przeciwnik II           | Miejsce       |
| ---------------- | -------------------- | ----------------------- | ------------- |
| 70 kg styl wolny | Enju Wyłczew (BUL) P | Arto Savolainen (FIN) P | 22.           |